# Des valises sous les bras
Des valises sous les bras est la cent-onzième histoire de la série Spirou et Fantasio de Hiroyuki Ooshima et Jean-David Morvan. Elle est publiée pour la première fois dans le no 3570 de Spirou en tant que supplément au journal sous la forme d'un petit livret. Il s'agit du premier et seul volume de la collection Spirou manga.

## Publication

### Revues
L'histoire est offerte en supplément du n°3570 de Spirou du 13 septembre 2006, pour accompagner la fin de la prépublication de Spirou et Fantasio à Tokyo. Elle se présente sous la forme d'un livret agrafé glissé avec le magazine sous un blister. Ce supplément n'était pas une exclusivité abonnés, aussi il était possible de le trouver chez les marchands de journaux. Il s'agit de la seule version dans laquelle l'histoire est traduite en français et n'est pas en japonais avec traduction française sur page adjacente.

### Album
L'histoire est intégrée à Spirou & Fantasio Tome 49Z, Le guide de l'aventure à Tokyo, pages 39 à 78. À noter qu'il s'agit d'une version en langue japonaise avec traduction en français sur la page adjacente. Cette version est également intégrée au tome 17 de l'intégrale Spirou et Fantasio consacrée à la période Morvan et Munuera, paru le 07 octobre 2022.